# Serp i Molot (station MTsD)
Serp i Molot (Hamer en sikkel) is een station aan de Gorkispoorweg in de Russische hoofdstad Moskou dat in 1936 geopend is.

## Ligging en inrichting
Het station ligt op de grens van de districten Lefortovo en Taganski aan de noordrand van het Rogosjkaja Zastavaplein op ongeveer 1,8 km van station Moskva Koerskaja. Het is genoemd naar de metalurgischefabriek die ten tijde van de Sovjet-Unie ten oosten van het station stond. Het plein heette tijdens de Sovjet-Unie Ilitsjaplein, genoemd naar Lenin waarvan het standbeeld op het plein te vinden is. Aan de noordkant van het spoor loopt de Zolotorozjki Val-straat naar het noorden en de Sredni Zolotorozjkilaan parallel aan het spoor. Het station is echter van die kant niet toegankelijk. Op het terrein van de hamer en sikkel fabriek is het Simvol-wooncomplex opgetrokken.
Het station heeft twee perrons, een zijperron langs het stationsgebouw en een eilandperron dat via een loopbrug bereikbaar is. Het eilandperron is aan de noordkant afgezet met een hek zodat alleen het spoor aan de stationszijde gebruikt wordt voor reizigersverkeer. De perrons zijn toegankelijk via OV-poortjes bij het stationsgebouw met loketten aan het Rogosjkaja Zastavaplein.

### Het station in 2011

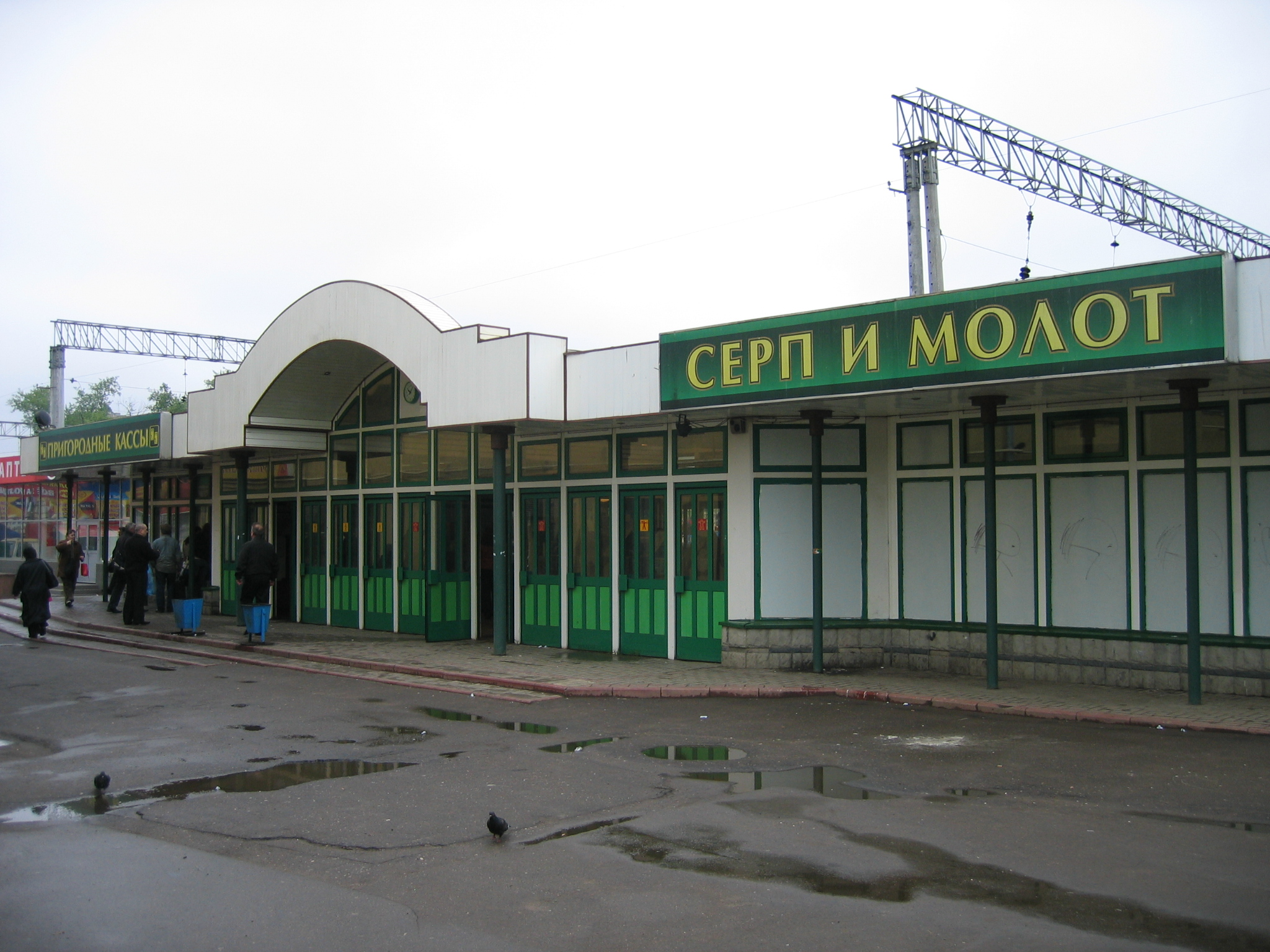
Het stationsgebouw met loketten aan het Rogosjkaja Zastavaplein
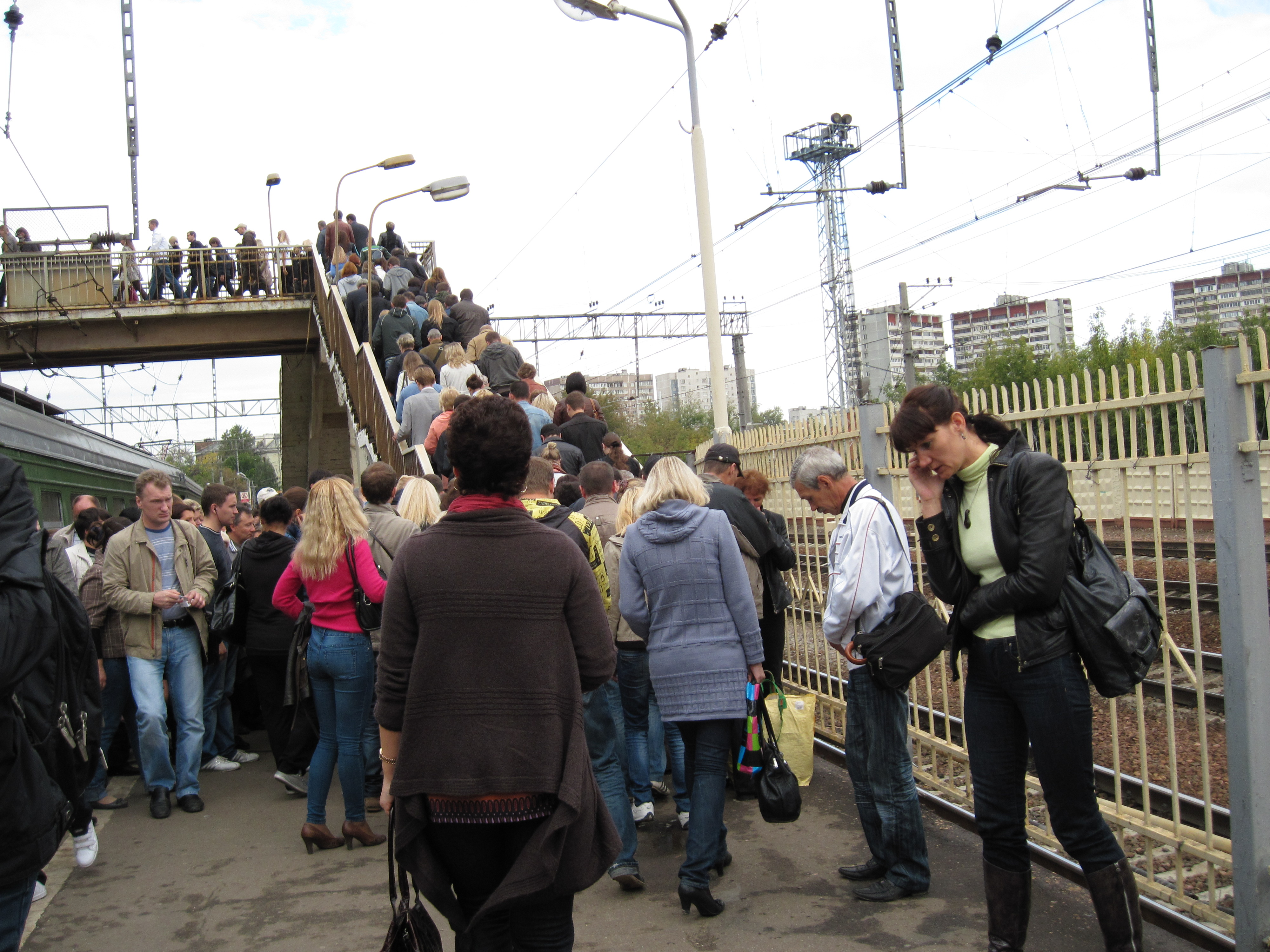
Uitstappers verlaten het perron via de voetgangersbrug
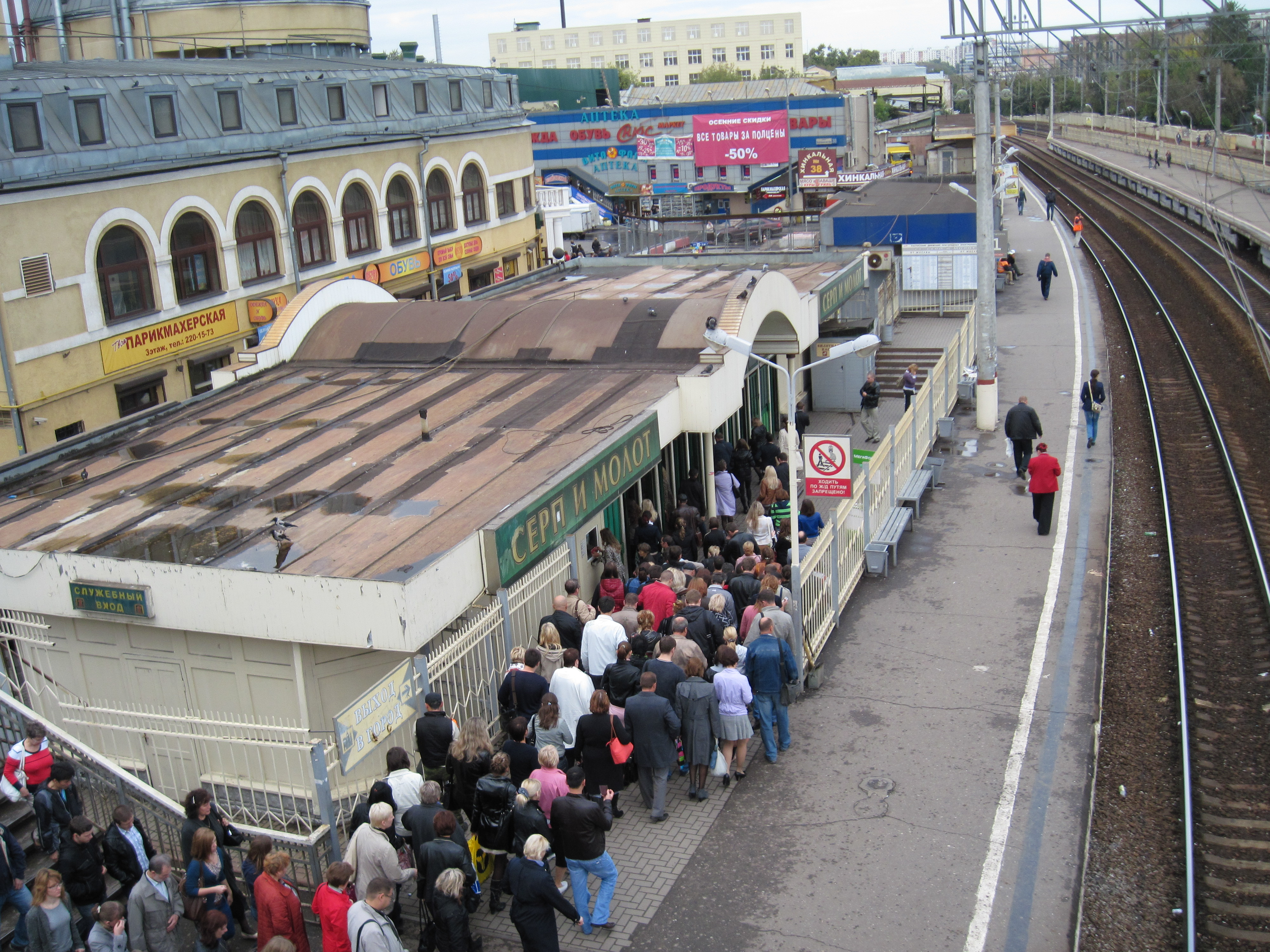
Het station gezien vanaf de voetgangersbrug

## Reizigersdienst
De reizigersdienst wordt verzorgd elektrische treinstellen die tussen de 3 en 7 minuten nodig hebben om station Moskva Koerskaja te bereiken. Onder het plein liggen de metrostations Plosjtsjad Ilitsja
en Rimskaja, en reizigers voor lijn D2 kunnen ruim 500 meter lopen naar Moskva Tovarnaja aan de zuidkant van de Sjosse Entoeziastov. Daarnaast zijn er verschillende bus en tramhaltes op het plein en in de omliggende straten.

## Moskouse centrale diameters

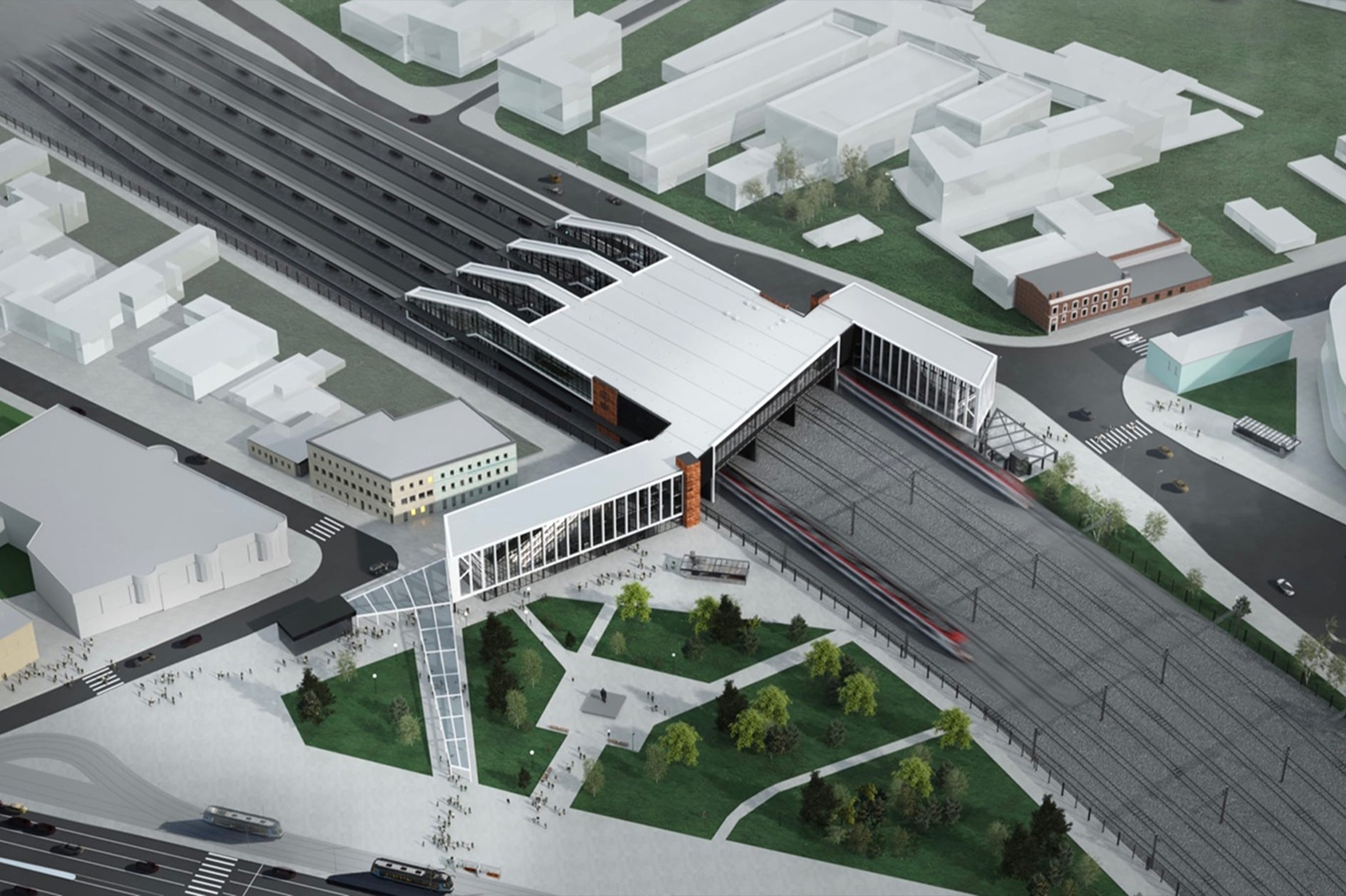
De maquette van het project
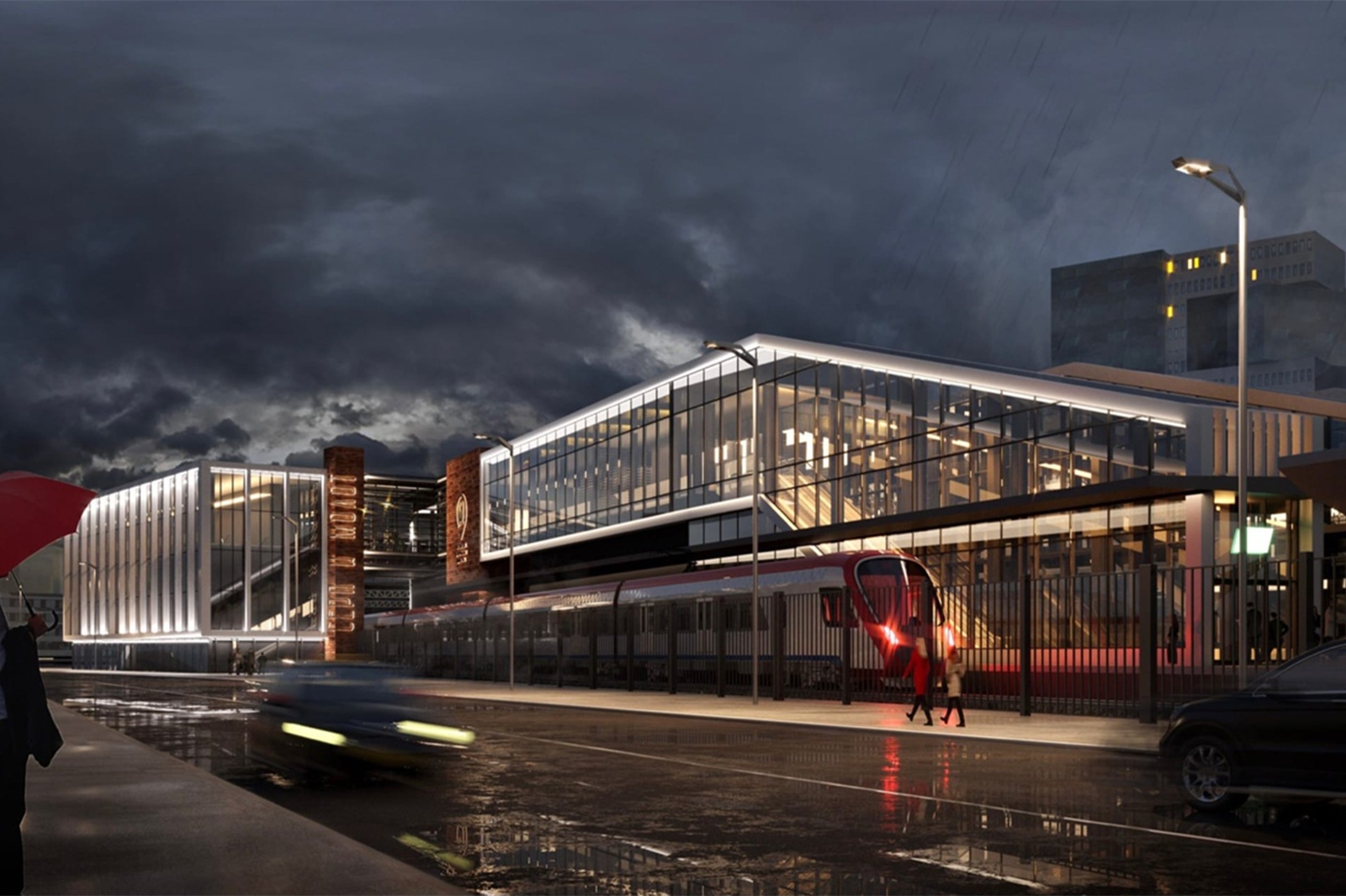
Impressie van de toekomstige noordelijke ingang

In 2020 werd op de website voor overheidsopdrachten de verbouwing van het station bekend gemaakt. Dit omvat de uitbreiding van het aantal sporen en de sluiting van Moskva Tovarnaja voor de reizigersdienst, die zal worden verplaatst naar Serp i Molot.
In november 2020 maakte de persdienst van de Moskouse Spoorwegen (MZD) bekend dat Serp i Molot een overstappunt zou worden tussen de lijnen D2 en D4 van het stadsgewestelijk spoornet van de Russische hoofdstad Moskou.  De spoorlijn tussen Koerskaja en Moskva Tovarnaja Koerskaja zal acht sporen krijgen ten behoeve van de Koersk- en de Gorkispoorweg. 
Het verbouwde station krijgt vier eilandperrons en een stationshal met loketten en OV-poortjes boven de sporen. Deze hal krijgt toegangen aan beide zijden van de spoorlijn die net als de perrons met  roltrappen en liften met de hal verbonden zijn. Voor dit project moeten vijf viaducten en de brug over de Jaoeza worden omgebouwd. 
Volgens Michail Glazkov, het hoofd van de MZD, zal het station Serp & Molot na de verbouwing een belangrijk OV-knooppunt worden in de okroeg centrum van Moskou, waar reizigers makkelijk kunnen overstappen tussen lijn D2 en D4 alsmede naar de metro en ander stadsvervoer. De verbouwing moet eind 2024 gereed zijn.